# Ушиця (станція)
Ушиця — проміжна залізнична станція 5 класу Коростенської дирекції Південно-Західної залізниці лінії Коростень — Шепетівка. Розташована у Коростенському районі, на території села Нова Ушиця.
Розташована між станціями Омелянівка (8 км) та Яблунець (12 км).

## Історія
Станція виникла 1929 року як роз'їзд. Електрифікована разом із усією лінією Коростень — Новоград-Волинський 2006 року. На станції зупиняються приміські поїзди.
Основні вантажоперевезення здійснюють ПАТ Ушицький комбінат будівельних матеріалів (щебінь, відсів) та ТОВ Гулянецький кар'єр (щебінь)

## Розклад
- Розклад руху приміських поїздів.